# Condado de Scotts Bluff
O Condado de Scotts Bluff é um dos 93 condados do estado norte-americano de Nebraska. A sede do condado é Gering, e a sua maior cidade é Scottsbluff. O condado tem uma área de 1931 km² (dos quais 16 km² estão cobertos por água), uma população de 36 970 habitantes, e uma densidade populacional de 19 hab/km² (segundo o censo nacional de 2010). O condado foi fundado em 1888.
O seu nome provém de um monte (bluff) que hoje está integrado no Monumento Nacional de Scotts Bluff, e que constituía um indicador de viagem para os pioneiros do século XIX que viajavam pelo Oregon Trail.

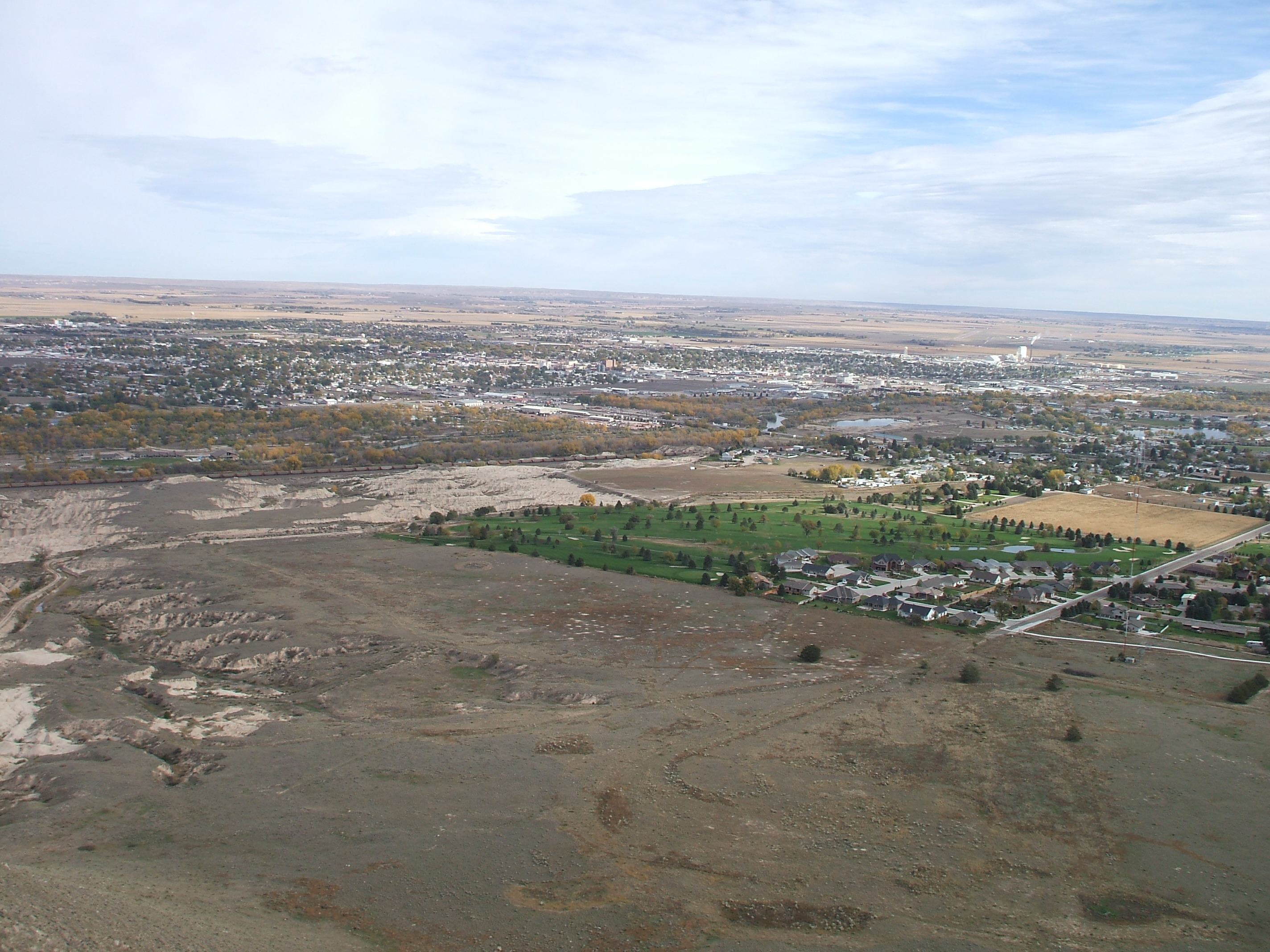
Vista das cidades de Scottsbluff (esq.) e Gering (dir.), a partir do Monumento Nacional de Scotts Bluff, condado de Scotts Bluff, Nebraska